# Easy (serie televisiva)
Easy è una serie televisiva antologica statunitense creata, scritta, prodotta e diretta da Joe Swanberg per Netflix. La serie, composta da stagioni di 8 episodi, è stata pubblicata il 22 settembre 2016, ed è interpretata da un cast corale che comprende Orlando Bloom, Malin Åkerman, Michael Chernus, Kiersey Clemons, Elizabeth Reaser, Gugu Mbatha-Raw, Jake Johnson, Dave Franco, Jane Adams, Aubrey Plaza e Emily Ratajkowski. La serie è stata rinnovata per una terza stagione ed ultima stagione.

## Trama
La serie, ambientata a Chicago, esplora le vicende di alcuni personaggi mentre cercano di destreggiarsi tra l'amore, il sesso, la tecnologia e i problemi quotidiani.

## Episodi
| Stagione         | Episodi | Pubblicazione Stati Uniti | Pubblicazione Italia |
| ---------------- | ------- | ------------------------- | -------------------- |
| Prima stagione   | 8       | 22 settembre 2016         | 22 settembre 2016    |
| Seconda stagione | 8       | 1º dicembre 2017          | 1º dicembre 2017     |
| Terza stagione   | 9       | 10 maggio 2019            | 10 maggio 2019       |

## Produzione
La serie venne annunciata nel marzo 2016. Il primo trailer venne pubblicato il 15 settembre 2016. La serie è stata pubblicata il 22 settembre 2016 su Netflix in tutti i territori in cui il servizio è disponibile. La seconda stagione è stata pubblicata il 1 dicembre 2017 su Netflix.

## Accoglienza
La prima stagione della serie ha ricevuto per la maggior parte recensioni positive dai critici. Assegnandoli sul sito di recensioni Rotten Tomatoes l'85% d'indice di gradimento, basandosi su 26 recensioni, con un punteggio medio di 7.53 su 10. Mentre su Metacritic, la stagione ha ricevuto un punteggio di 72 su 100, basandosi alle recensioni generalmente positive dei 10 critici.
La seconda stagione di Easy, ha ricevuto molte recensioni simili alla prima. Su Rotten Tomatoes, ha ottenuto l'86% d'indice di gradimento, basandosi su 14 recensioni, con un punteggio medio di 9 su 10.